# VV Concordia
Maillots
Le VV Concordia est un club de football néerlandais, fondé à Rotterdam en 1887, et disparu en 1891 lorsqu'il fusionne avec Olympia pour donner naissance au RC&VV Rotterdam.
Il est connu pour avoir été le premier champion des Pays-Bas lors de la saison 1888-1889.

## Histoire du club
Le club de Rotterdam, créé le 17 août 1887, participe à la première édition du championnat des Pays-Bas en 1888-89, un an après sa création. Il finit champion et premier du championnat, disputé entre 7 équipes.
Le club joue tout en noir, avec une casquette rouge.
Le cricket est aussi pratiqué au sein du club.
Le club fusionne le 30 juin 1891 avec un autre club de Rotterdam, l'Olympia Rotterdam (nl), pour former le RVV Rotterdam (nl).

## Résultats en championnat

### 1888-1889
| Position | Club              | MJ | V | N | D | Pts | Dif  |
| -------- | ----------------- | -- | - | - | - | --- | ---- |
| 1.       | VV Concordia      | 7  | 5 | 1 | 1 | 11  | 12-2 |
| 2.       | Koninklijke HFC   | 7  | 2 | 3 | 2 | 7   | 6-4  |
| 3.       | VV La Haye        | 6  | 2 | 2 | 2 | 6   | 2-2  |
| 4.       | VVA Amsterdam     | 6  | 1 | 4 | 1 | 6   | 3-3  |
| 5.       | RAP Amsterdam     | 5  | 0 | 4 | 1 | 4   | 2-3  |
| 6.       | Olympia Rotterdam | 2  | 0 | 0 | 2 | 0   | 1-8  |
| 7.       | Excelsior Haarlem | 1  | 0 | 0 | 1 | 0   | 0-4  |

### 1889-1890
| Position | Club              | MJ | V | N | D | Pts | Dif   |
| -------- | ----------------- | -- | - | - | - | --- | ----- |
| 1.       | Koninklijke HFC   | 9  | 4 | 3 | 2 | 11  | 19-14 |
| 2.       | RAP Amsterdam     | 9  | 4 | 2 | 3 | 10  | 7-5   |
| 3.       | VV La Haye        | 8  | 2 | 5 | 1 | 9   | 16-7  |
| 4.       | Olympia Rotterdam | 7  | 2 | 4 | 1 | 8   | 6-6   |
| 5.       | VV Concordia      | 7  | 2 | 2 | 3 | 6   | 5-7   |
| 6.       | VVA Amsterdam     | 5  | 0 | 2 | 3 | 2   | 2-8   |
| 7.       | Excelsior Haarlem | 3  | 1 | 0 | 2 | 2   | 5-13  |

### 1890-1891
| Position | Club              | MJ | V | N | D | Pts | Dif   |
| -------- | ----------------- | -- | - | - | - | --- | ----- |
| 1.       | VV La Haye        | 8  | 6 | 1 | 1 | 13  | 17-3  |
| 2.       | Koninklijke HFC   | 8  | 4 | 2 | 2 | 10  | 18-11 |
| 3.       | RAP Amsterdam     | 8  | 2 | 5 | 1 | 9   | 10-7  |
| 4.       | Olympia Rotterdam | 8  | 2 | 2 | 4 | 6   | 7-22  |
| 5.       | VV Concordia      | 8  | 0 | 2 | 6 | 2   | 1-10  |